# Рудник Коксу
Рудник Коксу – гірничодобувне підприємство на півдні Казахстану, яке здійснює видобуток фосфоритів на однойменному родовищі Каратауського фосфоритоносного басейну.
Родовище Коксу відкрили ще в 1939 році. Пласт фосфоритів витягнувся тут на понад 14 км, при цьому в північно-західному напрямку його продовженням виступає родовище Ушбас, яке поки лише планується до експлуатації.
Розробка почалась у 1987 році та ведеться відкритим способом за допомогою двох кар’єрів – Західного та Східного, проектна глибина яких визначена як 135 та 140 метрів відповідно. 
Наразі запаси родовища оцінюються у 187 млн тон руди, а річна потужність копальні визначена як 6,5 млн тон. Станом на початок 2020-х завершення розробки заплановане на 2045 рік.
Наразі рудник належить Гірничо-переробному комплексу Жанатас концерну «Казфосфат».